# Grimsby (film)
Grimsby (ang. The Brothers Grimsby) – amerykański-brytyjski film komediowy z 2016 roku w reżyserii Louisa Leterriera. Zdjęcia kręcono w Kapsztadzie, Londynie i hrabstwie Essex.

## Obsada
- Sacha Baron Cohen - Kyle Alan "Nobby" Butcher
- Mark Strong - Sebastian Graves
- Isla Fisher - Jodie Figgs
- Rebel Wilson - Dawn Grobham
- Penélope Cruz - Rhonda George
- Gabourey Sidibe - Banu
- Annabelle Wallis - Lina Smit
- David Harewood - Black Gareth
- John Thomson - Bob Tolliver
- Ricky Tomlinson - Paedo Pete
- Johnny Vegas - Milky Pimms
- Scott Adkins - Lukashenko
- Sam Hazeldine - Chilcott
- Barkhad Abdi - Tabansi Nyagura
- Tamsin Egerton - Carla Barnes

## Odbiór

### Box office
Budżet filmu jest szacowany na 35 milionów dolarów. W Stanach Zjednoczonych i w Kanadzie film zarobił ponad 7 mln USD. W innych krajach przychody wyniosły ponad 21 mln, a łączny przychód ponad 28 mln dolarów.

### Krytyka w mediach
Film spotkał się z negatywną reakcją krytyków. W serwisie Rotten Tomatoes 37% ze 132 recenzji jest pozytywne, a średnia ocen wyniosła 4,7/10. Na portalu Metacritic średnia ocen z 34 recenzji wyniosła 44 punktów na 100.